# E3 ubiquitin-protein ligase listerin
Ltn1p ist ein Protein in Hefen, das an der Qualitätskontrolle von neu gebildeten Proteinen während und nach der Proteinbiosynthese an Ribosomen beteiligt ist.

## Eigenschaften
Die Translation von mRNA zu Protein erfolgt an Ribosomen. Sie gerät durch mRNA ohne Stopp-Codon ins Stocken, dabei stoppt die gesamte Proteinbiosynthese und es werden nur noch einige Lysine an das entstehende fehlerhafte Protein angefügt. Eine mRNA ohne Stopp-Codon führt bei der Translation zu einem fehlerhaft vergrößerten Protein, das seine für die Funktion notwendige Proteinfaltung nicht mehr einnehmen kann oder andere Funktionen nicht mehr erfüllen kann.
Die beiden Ribosomen-Untereinheiten von Hefen, nach ihrem jeweiligen Sedimentationskoeffizienten 40S und 60S benannt, lösen sich bei mRNA ohne Stopp-Codon voneinander. Die beiden Proteine Ltn1p und Rqc2p binden dann an die separierte 60S-Untereinheit des Ribosoms. Rqc2p bindet Alanin und Threonin-beladene tRNA an die 60S-Untereinheit des Ribosoms, wodurch am C-Terminus des entstehenden Proteins eine zufällige Alanin-Threonin-Sequenz angefügt wird.
Ltn1p bindet an das Protein und führt zu einer Ubiquitinylierung des fehlerhaften Proteins. Anschließend wird das mit Ubiquitin markierte Protein seinem Abbau im Proteasom zugeführt. Ltn1p ist eine E3-Ubiquitinligase und bewirkt den letzten Transferschritt von Ubiquitin auf ein Protein, das dadurch zum Abbau markiert wird. Ltn1p bindet in der Nähe E-(Exit-)Stelle des Ribosoms. In diesem Fall übernimmt also ein Protein die Rolle eines Vorlage zur Proteinbiosynthese, anstatt der sonst verwendeten mRNA.

### Zellzyklus
Ähnlich wie Hitzeschockproteine, die als Chaperone andere Proteine bei der Faltung unterstützen, reguliert Rqc2p den Zellzyklus bei übermäßiger Hitze, Kälte oder oxidativem Stress. Rqc2p signalisiert der Zelle, dass weitere Hitzeschockproteine erforderlich sind.